# Milena Rosner
Milena Maria Rosner (* 4. Januar 1980 in Słupsk, Polen) ist eine polnische Volleyball-Spielerin.
Die 1,79 m große und 67 kg schwere Außenangreiferin begann ihre Laufbahn 1997 beim polnischen Verein Gedania Gdańsk (Danzig), zu dem sie im Alter von 17 Jahren aus ihrem Heimatverein in Słupsk wechselte. Von 1997 bis 2002 spielte sie dort. Danach war sie bei Nafta Gaz Pila aktiv, einem Verein der ebenfalls im nordwestlichen Polen beheimatet ist. In den drei Spielzeiten, von 2002 bis 2005, reifte sie zur Nationalspielerin. 2003 gelang ihr mit Pila der polnische Pokalsieg. 2005 stand der Wechsel zu Muszynianka Muszyna an, wo sie 2006 zum ersten Mal polnischer Meister wurde. Bereits ein Jahr später nahm sie ein Angebot des spanischen Verein Spar Tenerife Marichal an. Bei der Champions League 2006/07 belegte Tenerife den dritten Platz und Milena Rosner wurde als „Best Receiver“ ausgezeichnet. Nach der Saison in Spanien wechselte sie wiederum für eine Spielzeit nach Italien zu Foppapedretti Bergamo, um 2008 schließlich wieder zu MKS Muszynianka Fakro Muszyna zurückzukehren. 2009 wurde sie dort zum zweiten Mal polnischer Meister. Danach legte Milena eine sportliche Pause ein. Erst 2011 spielte sie die Rückrunde in der rumänischen Liga für Dinamo Bukarest. Für die Playoffs war sie nicht mehr im Team. Von Oktober 2011 bis 2013 spielte sie zwei Saisons für den polnischen Erstligisten Impel Gwardia Wrocław (Breslau), um danach wieder eine einjährige Pause einzulegen. Für die Spielzeit 2014/15 bekam sie einen Vertrag als zweite Libera beim Spitzenclub Atom Trefl Sopot, den Milena aber bereits im Frühjahr 2015 aus persönlichen Gründen wieder auflöste.
Milena Rosners größter Erfolg in der polnischen Nationalmannschaft war 2005 der Gewinn der Goldmedaille bei den Europameisterschaften. Für die Olympischen Spiele 2008 in Peking (China) konnte sich Kapitänsfrau Rosner mit der polnischen Frauen-Nationalmannschaft qualifizieren, schied aber bereits in der Vorrunde aus. Für die Landesauswahl wurde sie zum ersten Mal 2001 nominiert, seit 2009 ist sie für Polen nicht mehr aktiv.
Im Mai 2010 wurde sie Mutter. Ihr Sohn trägt den Namen Milan.